# Recunoașterea uniunilor între persoane de același sex în Europa
     Căsătorie
     Uniune civilă
     Recunoaștere internă limitată (coabitare⁠(d))
     Recunoaștere externă limitată (drepturi de rezidență)
     Nerecunoscute
     Constituția limitează căsătoria la cupluri formate din persoane de sex opus.
În Europa au existat numeroase dezbateri cu privire la propunerile de legalizare a căsătoriei între persoane de același sex. În prezent, 33 dintre cele 50 de țări și 8 teritorii dependente din Europa recunosc un anumit tip de uniune între persoane de același sex, printre acestea numărându-se majoritatea statelor membre ale Uniunii Europene (24 din 27). Aproximativ 43% din populația Europei trăiește în jurisdicții unde căsătoria între persoane de același sex este legală.
Începând cu ianuarie 2025, 22 de țări europene recunosc și oficiază legal căsătoriile între persoane de același sex: Andorra, Austria, Belgia, Danemarca, Estonia, Finlanda, Franța, Germania, Grecia, Islanda, Irlanda, Liechtenstein, Luxemburg, Malta, Țările de Jos, Norvegia, Portugalia, Slovenia, Spania, Suedia, Elveția și Regatul Unit. Alte zece țări europene recunosc legal o formă de uniune civilă: Croația, Cipru, Cehia, Ungaria, Italia, Letonia, Lituania, Monaco, Muntenegru și San Marino.
Deși nu recunosc direct uniunile între persoane de același sex, Bulgaria, Polonia, România și Slovacia sunt obligate printr-o decizie a Curții de Justiție a Uniunii Europene să recunoască căsătoriile între persoane de același sex încheiate în cadrul UE, dacă unul dintre parteneri este cetățean al Uniunii, în scopul acordării reședinței legale. Totuși, această decizie nu este întotdeauna respectată în practică, cum este cazul României, care nu a implementat hotărârea. În decembrie 2023, Curtea Europeană a Drepturilor Omului a decis că, prin faptul că nu a legalizat uniunile între persoane de același sex, Polonia a încălcat dreptul la respectarea vieții private și de familie.
În unele dintre țările care oficiază căsătorii între persoane de același sex, uniunile civile sunt încă permise (de exemplu, în țările Benelux, Franța și Regatul Unit), în timp ce în Andorra, Danemarca, Finlanda, Germania, Islanda, Irlanda, Liechtenstein, Norvegia, Slovenia, Suedia și Elveția legislația privind uniunile civile anterioare căsătoriei a fost abolită, astfel încât uniunile deja existente rămân valabile, dar nu mai pot fi încheiate altele noi.
Mai multe țări europene nu recunosc nicio formă de uniune între persoane de același sex. Căsătoria este definită exclusiv ca o uniune între un bărbat și o femeie în constituțiile Armeniei, Belarusului, Bulgariei, Croației, Georgiei, Ungariei, Letoniei, Lituaniei, Moldovei, Muntenegrului, Rusiei, Serbiei, Slovaciei și Ucrainei. Dintre acestea, însă, Croația, Ungaria, Letonia și Muntenegru permit uniuni civile pentru cuplurile de același sex, iar instanța supremă a Lituaniei a decis că astfel de uniuni ar trebui permise.

## Legislație viitoare

### Propuneri guvernamentale sau propuneri cu majoritate parlamentară
- Kosovo: La 25 aprilie 2024, prim-ministrul Albin Kurti a anunțat intenția guvernului său de a legaliza uniunile între persoane de același sex.[2]
- Polonia: La 27 decembrie 2023, noul prim-ministru al Poloniei, Donald Tusk, a anunțat că un proiect de lege pentru legalizarea uniunilor între persoane de același sex va fi introdus și dezbătut în Sejm în 2024. La 9 iulie 2024, un proiect de lege care permite atât cuplurilor de sex opus, cât și celor de același sex să încheie parteneriate înregistrate legal (introducând astfel parteneriate civile pentru persoanele de același sex) a fost inclus pe agenda guvernului polonez.[3][4]
- Ucraina: La 12 iulie 2022, o petiție privind căsătoria între persoane de același sex a strâns 28.000 de semnături (peste pragul de 25.000 de semnături necesar pentru declanșarea unei dezbateri în parlament). Președintele Volodîmîr Zelenski a declarat la 2 august 2022 că, deși modificarea Constituției, care definește căsătoria ca uniunea dintre un bărbat și o femeie, nu este permisă atât timp cât este în vigoare legea marțială, el susține introducerea parteneriatelor civile și a cerut guvernului să evalueze opțiunile legale. La 26 mai 2023, Comitetul Parlamentar pentru Justiție din Ucraina analizează Proiectul de lege nr. 9103, care ar introduce parteneriate civile în Ucraina.[5][6][7]

### Hotărâri judecătorești
- Lituania: În aprilie 2025, Curtea Constituțională a Lituaniei a decis că articolul 3.229 din Codul Civil, care permite parteneriate exclusiv între un bărbat și o femeie, este neconstituțional, obligând Parlamentul lituanian să adopte o lege care să recunoască parteneriatele civile pentru cuplurile de același sex. În hotărârea sa, Curtea Constituțională a deschis, de asemenea, o cale legală pentru ca aceste cupluri să poată înregistra parteneriate civile prin instanțe, chiar și în lipsa unei legislații specifice.[8]
- România: În mai 2023, Curtea Europeană a Drepturilor Omului a obligat guvernul să legalizeze parteneriatele civile între persoane de același sex, pentru a proteja dreptul acestora la viață de familie, conform Cartei. Cu toate acestea, în august 2025, guvernul a refuzat să se conformeze hotărârii.[9]